# Hemithyrsocera fascioculus
Hemithyrsocera fascioculus es una especie de cucaracha del género Hemithyrsocera, familia Ectobiidae.